# Carajo
Carajo é uma banda de metal de Buenos Aires, Argentina. Formou-se no ano de 2001 com Marcelo "Corvata" Corvalan no baixo e voz, Andres "Andy" Vilanova na bateria e Hernan "Tery" Langer na guitarra e vocais. Os dois primeiros dividem o antecedente de ter feito parte de uma das mais importantes bandas de metal de toda América Latina, A.N.I.M.A.L..

## Integrantes
- Marcelo Corvalán - baixo e vocal (2000 - atualmente)
- Hernán Langer - guitarra e backing vocal (2000 - atualmente)
- Andrés Vilanova - bateria (2000 - atualmente)

## Discografia
- Carajo (2002)
- Carajografía (EP) (2003)
- Atrapasueños (2004)
- Electrorroto Acustizado 2.1 (2005)
- Inmundo (2007)
- El Mar de las Almas (2010)